# Édouard Garnier-Kerruault
Édouard Garnier-Kerruault est un homme politique français né le 14 juillet 1809 à Saint-Malo (Ille-et-Vilaine) et décédé le 12 mars 1868 à Saint-Malo.
Sorti de l'école Polytechnique en 1829, il devient capitaine d'artillerie. Il est conseiller général et député d'Ille-et-Vilaine de 1848 à 1849, siégeant à droite. Non réélu en 1849, il reprend sa carrière militaire et devient lieutenant-colonel en 1859 puis sous-directeur de l'artillerie à Cherbourg.

## Sources
- « Édouard Garnier-Kerruault », dans Adolphe Robert et Gaston Cougny, Dictionnaire des parlementaires français, Edgar Bourloton, 1889-1891 [détail de l’édition]